# 美国驻中华民国大使馆旧址
美国驻中华民国大使馆旧址位于中国江苏省南京市，共计2处。分别位于上海路和西康路。大使馆旧址现为中共江苏省委办公厅招待所，对外称“西康宾馆”，与西侧的省委大院相连。2002年，江苏省人民政府将此地被列为第五批江苏省文物保护单位。
西康路馆舍由三幢型式相同的西式楼房与三幢西式平房组成。三幢砖石结构的楼房高两层、外加一层地下层，建筑面积分别为936平方米，平面呈“凹”形。三幢平房位于其后，为砖木结构，是随从与仆役的住所，幢建筑面积各为96平方米。

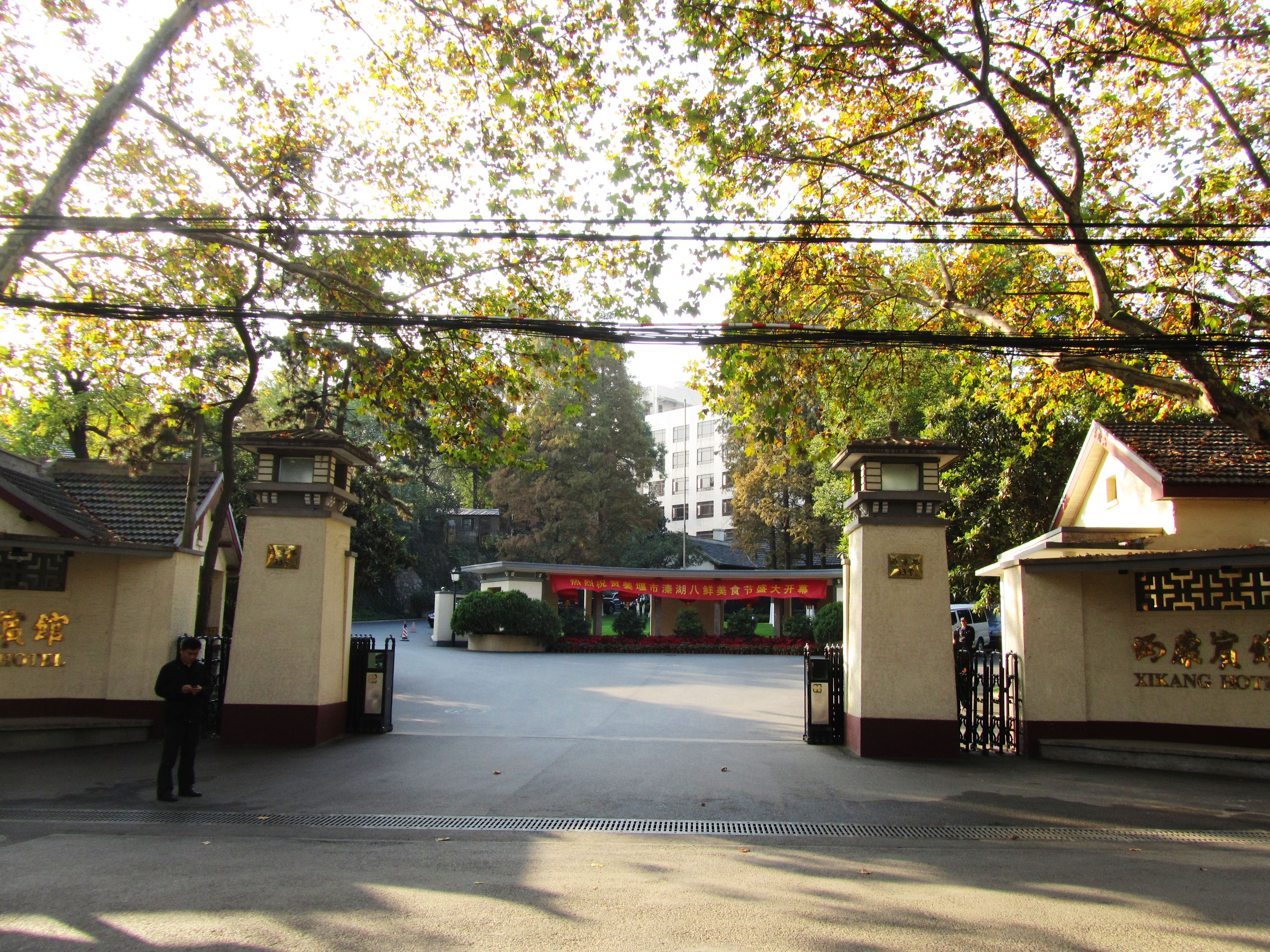
西康宾馆大门

## 历史
位于上海路82号的馆址为1935年由驻华公使馆升格而来，1937年中日战争爆发后，驻华大使馆跟随蒋中正政府迁往重庆。原馆舍被日军接管。
1946年4月，大使馆从重庆迁回到南京，改设在今西康路33号（原西康路18号），原上海路馆舍改为新闻处。
1949年4月中国人民解放军进入南京后，美国驻华大使司徒雷登于8月离开。中华人民共和国成立后，1950年2月18日美国当时最后一名驻华外交官培根离开南京返美后，大使馆闭馆。隨後使館一度在臺北復館。
1952年11月，江苏恢复省治，中共江苏省委成立，中共江苏省委办公厅入驻西康路33号大使馆旧址，直至1960年迁往新建省委办公楼。